# Snelheidsbepalende stap
De snelheidsbepalende stap (vaak afgekort tot SBS) of snelheidslimiterende stap is de reactiestap in een chemische reactie die het traagst verloopt. De snelheidsbepalende stap wordt vaak vergeleken met een trechter waar water in gegoten wordt. De snelheid waarmee water door de trechter stroomt wordt enkel bepaald door de grootte van de vernauwing en niet door de snelheid waarmee water in de trechter wordt gegoten. Evenzo geldt dat de snelheid van een chemische reactie die bestaat uit meerdere elementaire reacties afhankelijk is van de snelheid van de traagste stap. Soms is de definitie van de traagste stap niet duidelijk: het kan slaan op de reactiestap met de kleine reactiesnelheidsconstante of op de reactiesnelheid in zijn geheel.

## Voorbeelden

### Anorganische chemie
Als voorbeeld kan de reactie van stikstofdioxide en koolstofmonoxide tot stikstofmonoxide en koolstofdioxide gelden:
{\displaystyle \mathrm {NO_{2}\ +\ CO\longrightarrow \ NO\ +\ CO_{2}} }
De reactie zelf verloopt in 2 elementaire stappen:
{\displaystyle \mathrm {NO_{2}\ +\ NO_{2}\longrightarrow \ NO\ +\ NO_{3}} }
{\displaystyle \mathrm {NO_{3}\ +\ CO\longrightarrow \ NO_{2}\ +\ CO_{2}} }
De eerste stap (de disproportionering van stikstofdioxide) is de traagste stap en wordt derhalve aangeduid als de snelheidsbepalende stap. Aangezien het daarbij ontstane stikstoftrioxide in de tweede (snellere) reactiestap wordt verbruikt, is de snelheid van deze reactie afhankelijk van die van de eerste reactie.

### Organische chemie
In de organische chemie zijn tal van voorbeelden te vinden, waarbij een snelheidsbepalende stap optreedt. Een klassiek voorbeeld is de vorming van het carbokation in de SN1-reactie of de E1-eliminatie. In de nucleofiele acylsubstitutie is de eerste additiestap aan de carbonylgroep snelheidsbepalend, omdat het zeer stabiele carbonylsysteem wordt verbroken, met vorming van een alkoxide.